# Udochukwu Nwoko
Pour les articles homonymes, voir Nwoko.
Udochukwu « Udo » Nwoko est un footballeur international maltais d'origine nigériane, né le 15 octobre 1984 à Aba (Nigeria).